# Lamont Peterson
Lamont Peterson (ur. 24 stycznia 1984 w Waszyngtonie) – amerykański bokser, aktualny zawodowy mistrz świata wagi lekkopółśredniej (do 140 funtów) organizacji IBF oraz były mistrz federacji WBA.
Peterson pochodzi z biednej, wielodzietnej rodziny. Bezdomnym Lamontem oraz jego bratem Anthonym zaopiekował się trener boksu Barry Hunter będący nadal jego trenerem.
Karierę zawodową rozpoczął 25 września 2004. Do listopada 2008 stoczył 26 walk, wszystkie wygrywając. W tym czasie zdobył tytuły WBC USNBC, WBO NABO i tymczasowy NABF w wadze lekkopółśredniej.
25 kwietnia 2009 wygrał przez techniczny nokaut w siódmej rundzie pojedynek z Willy Blainem zdobywając tytuł tymczasowego mistrza WBO w wadze lekkopółśredniej. 12 grudnia próbował zdobyć tytuł regularny jednak przegrał na punkty z ówczesnym mistrzem Timothy Bradleyem (Stany Zjednoczone).
Po trzech kolejnych walkach (m.in. wygranej z Victorem Manuelem Cayo), stanął do pojedynku z Amirem Khanem posiadaczem tytułów IBF i WBA Super. Po wyrównanym pojedynku (Peterson był liczony w pierwszej rundzie, Khan otrzymał dwa ostrzeżenia) niejednogłośnie na punkty zwyciężył Peterson i został nowym mistrzem świata.
22 lutego 2013 roku przystąpił do pierwszej obrony pasa IBF, gdyż pas WBA Super został mu odebrany za stosowanie środków dopingujących. Jego rywalem był Kendall Holt. Peterson pokonał Holta przez techniczny nokaut w 8 rundzie, dwukrotnie mając go wcześniej na deskach.
11 kwietnia 2015 w nowojorskim Brooklynie przegrał  niejednogłośnie na punkty z mistrzem federacji WBC i WBA Dannym Garcią (30-0, 17 KO), pojedynek w umownym limicie 143 funtów. Sędziowie punktowali 114:114 i dwukrotnie 115:113 na korzyść Garcii.